# Мечётинский район
Мечётинский район — административно-территориальная единица в составе Ростовской области РСФСР, существовавшая в 1924—1960 годах. Административный центр — станица Мечётинская.

## История
Мечётинский район был образован в 1924 году и входил в Донской округ.
30 июля 1930 Донской округ, как и большинство остальных округов СССР, был упразднён. Его районы отошли в прямое подчинение Северо-Кавказского края.
13 сентября 1937 года Мечётинский район вошёл в состав Ростовской области.
В сентябре 1960 года район был упразднён и вместо него был образован Зерноградский район Ростовской области.